# آساهیکاوا
آساهیکاوا در استان هوکایدو در کشور ژاپن واقع شده‌است که دارای جمعیت ۳۵۷٬۲۲۸ نفر و مساحت ۷۴۷٫۶۰ کیلومتر مربع با تراکم جمعیت ۴۷۸ نفر در کیلومترمربع است و در تاریخ ۱ اوت ۱۹۲۲ به عنوان شهر شناخته شد.